# Alchemilla zmudae
Alchemilla zmudae — вид квіткових рослин з родини трояндових (Rosaceae). Ендемік Польщі.